# الله‌ورنلی
الله‌ورنلی (به ترکی آذربایجانی: Allahverənli) یک منطقه مسکونی در جمهوری آذربایجان است که در شهرستان جلیل‌آباد واقع شده است. الله‌ورنلی ۳۷۳ نفر جمعیت دارد.